# Чойбалсан (аеропорт)
Аеропорт Чойбалсан — обслуговує місто Чойбалсан, Монголія, довжина злітної смуги — 2,8 км, ширина 40 м. (бетонний майданчик з великою вантажопідйомністю).

## Основні характеристики
Аеропорт Чойбалсан — один з найбільших пасажирських терміналів на території Монголії, річний потік пасажирів тут складає 6200 чоловік. Аеропорт оснащений за останнім словом техніки. Аеропорт здатний приймати великогабаритні літаки масою понад 75 тонн.

## Історія
1981 року після візиту в Чойбалсан міністра оборони СРСР, маршала Радянського Союзу Д. Ф. Устинова у гарнізоні Чойбалсана почалось велетенське будівництво. Це було пов'язано з рішенням розвернути на території Монголії 44-й змішаний авіаційний корпус.
З розпадом СРСР юрисдикція аеропорту змінилась, він втратив військове значення, у кінцевому підсумку його знесли а на його місці у 2001 році збудували сучасний аеропорт.

## Авіарейси
Аеропорт виконує внутрішні рейси, однак у 2008 році тут почались польоти у Китай. По кваліфікації аеропорт відноситься до 1-го класу.
У 2013-2014 році авіакомпанія Hunnu Air запровадила новий рейс Улан-Батор – Чойбалсан який виконується двічі на тиждень літаками Fokker 50.
Також планується відкриття нових авіаліній між Китаєм та Монголією Хайлар — Чойбалсан. Досі польоти виконувались за маршрутом Чойбалсан — Пекін — Хайлар, довжина якого становить 2050 км, натомість нова лінія матиме довжину 408 км